# 舟入川口町停留場
舟入川口町停留場（ふないりかわぐちちょうていりゅうじょう、舟入川口町電停）は、広島市中区舟入川口町にある広島電鉄江波線の停留場である。駅番号はE04。

## 歴史
舟入川口町停留場は1944年（昭和19年）6月、江波線の舟入本町 - 舟入南町（現在の舟入南）間の開通と同日に開設された。しかし、開業から1年も経たない1945年（昭和20年）2月には営業を休止する。半年後の同年8月6日には広島市に原爆が投下され、江波線をはじめ広島電鉄の市内電車は全線が不通となった。江波線が被爆から復旧したのは2年後の1947年（昭和22年）のことで、当停留場もこのとき営業を再開している。

### 年表
- 1944年（昭和19年）6月20日：江波線の舟入本町 - 舟入南町間が開通[2]、同時に開業[3]。
- 1945年（昭和20年）2月1日：営業休止[3]。
- 1947年（昭和22年）11月1日：営業再開[3]。
- 2008年（平成20年）3月：ホームの延長工事が行われ、連接車両に対応した長さになる。
- 2013年（平成25年）
  - 2月15日：9号線の運行が八丁堀から江波まで延長され、当停留場にも乗り入れる。
  - 3月18日：停留場の改修工事が完了する[4]。

## 停留場構造
江波線の軌道は道路上に敷かれた併用軌道であり、当停留場も道路上にホームが置かれている。ホームは低床式で2面あり、南北方向に伸びる2本の線路を挟み込むように向かい合って配置された相対式ホームである。線路の東に江波方面へ向かう下りホームが、西に土橋方面へ向かう上りホームがある。
ホームはいずれも連接車両に対応した長さを持つ。広島市立舟入高等学校が近くにあることから利用客は多く、2013年（平成25年）には改良工事により上屋が20メートルほど延長され、ホームも拡幅された。

### 運行系統
当停留場には広島電鉄で運行されている系統のうち、6号線、8号線、9号線が乗り入れている。
| 上りホーム | 6号線                 | 広島駅ゆき |
| 上りホーム | 8号線                 | 横川駅ゆき |
| 上りホーム | 9号線                 | 白島ゆき   |
| 下りホーム | 6号線 · 8号線 · 9号線 | 江波ゆき   |

## 停留場周辺
付近は西を天満川、東を旧太田川（本川）に囲まれた地区で、そのほとんどが住宅街である。
- 広島市立舟入高等学校
- 広島市立舟入小学校
- もみじ銀行舟入支店
- 舟入第二公園
- 広島舟入川口郵便局

## 隣の停留場
広島電鉄
江波線
舟入幸町停留場 (E03) - 舟入川口町停留場 (E04) - 舟入南停留場 (E05)